# Rhynchosia nitida
Rhynchosia nitida är en ärtväxtart som beskrevs av William Henry Harvey. Rhynchosia nitida ingår i släktet Rhynchosia och familjen ärtväxter. IUCN kategoriserar arten globalt som otillräckligt studerad. Inga underarter finns listade i Catalogue of Life.